# Observatoire national des cultures taurines
L'Observatoire national des cultures taurines est une association loi de 1901 qui regroupe ses aficionados, des chirurgiens, des universitaires, des psychologues et des critiques taurins. Elle a été fondée le 22 mars 2008 par André Viard[source insuffisante]. Elle a obtenu en 2011 l'inscription de la corrida à l'inventaire du patrimoine culturel immatériel de la France, invalidée depuis.

## But
Son but est de défendre la tauromachie sous toutes ses formes : course landaise, course camarguaise, corrida, corrida portugaise, corrida de rejón.
Elle a obtenu en 2011 l'inscription de la corrida à l'inventaire du patrimoine culturel immatériel sur un document rédigé notamment par : Alain Dervieux (CNRS), Jean-Pierre Digard (anthropologue, CNRS), Dominique Fournier (CNRS), Araceli Guillaume-Alonso (historienne, professeur à l'université Paris Sorbonne-Paris IV), Jean-Baptiste Maudet (géographe), Frédéric Saumade (professeur d'anthropologie), Francis Wolff (philosophe, école normale supérieure de Paris), François Zumbiehl (anthropologie culturelle de l'université de Bordeaux II).
Le 27 juillet 2016, le Conseil d'État rejette le pourvoi de l'Observatoire national des cultures taurines et de l'Union des villes taurines françaises et les condamne à verser 3 000 euros aux associations CRAC Europe et Droits des Animaux. Cette décision administrative rend définitive la radiation de la tauromachie à l'inventaire du patrimoine culturel immatériel de la France.

## Luttes diverses
Par la voix de son président André Viard, l'Observatoire, dénonce les idées antispécistes de Peter Singer. Il y a réitéré son opposition à l'occasion du colloque « L’Homme et les animaux : vers un conflit de civilisations ? » : « Le philosophe utilitariste australien Peter Singer, dans la logique de l’égalité qui découlait de ces droits nouveaux, revendiqua « La Libération animale ». Dès l’année suivante, une poignée d’activistes décida de  mettre en pratique sa théorie, en créant en Angleterre le Front de Libération Animale (ALF). Les centaines d’attentats revendiqués dans le monde entier par ce bras armé clandestin de l’écologie profonde aboutirent, en janvier 2005, à son inscription dans la liste des menaces terroristes établie par le FBI, juste après Al-Qaida. La « Déclaration universelle des Droits de l’Animal » fut proclamée par diverses associations en 1979 à la maison de l’UNESCO à Paris, avant d’être réécrite en 1989 par la Ligue internationale des droits de l’animal, conformément aux thèses de l’écologie profonde. ».
En 2010, l'ONCT publie une liste falsifiée de personnalités politiques françaises, juste avant l’abolition de la corrida en Catalogne : de nombreux parlementaires n’étaient pas au courant que leurs noms avaient été utilisés.
L'association Observatoire des cultures taurines a aussi attiré l'attention sur des appels à la violence lancés par des anti-taurins, notamment par la publication d'une photo présentant une petite fille qui se réjouit de voir brûler une maison (une reprise du mème Disaster Girl) avec le commentaire Mis vecinos eran taurinos, pero ya no (« Mes voisins étaient taurins, mais ils ne le sont plus »), appel sur lequel la police a ouvert une enquête. La nouvelle, lancée par l'Observatoire des cultures taurines, a été reprise dans un bref article d'El Mundo.
L'Observatoire a également demandé une étude concernant le traumatisme supposé que la corrida produirait sur les enfants. À ce jour, deux thèses s'affrontent sur le sujet : celle du professeur Hubert Montagner, spécialiste du comportement de l’enfant et membre du comité d’honneur de la Flac (fédération des luttes pour l'abolition des corridas), même si en tant qu'universitaire et chercheur, ce dernier assure être parfaitement indépendant, et celle du pédopsychiatre Marcel Rufo,. Jusqu'ici, aucun résultat scientifique probant n'a été publié.
En 2012, l'ONCT publie une liste de 141 psychiatres français approuvant le rôle formateur de la tauromachie auprès des jeunes enfants. Cependant cette liste apparaît ensuite comme ayant été falsifiée : plusieurs psychiatres n'étaient pas au courant que leur nom y figuraient et s'affirment en désaccord avec le contenu, certains sont morts, d'autres signataires ne sont pas psychiatres.

## Conseil d'administration et affiliations
Les membres du conseil d'administration sont au nombre de 28, répartis dans cinq régions : Aquitaine, Languedoc-Roussillon, Midi-Pyrénées, PACA, Paris.
L'Observatoire des cultures taurines est partenaire de la fédération française de la course camarguaise, de la fédération française de la course landaise, de la fédération des sociétés taurines de France, de l'association française de chirurgie taurine, de l'association française des vétérinaires taurins[réf. nécessaire], de l'association française des aficionados practicos[réf. nécessaire], du Musée des cultures taurines de Nîmes[réf. nécessaire], de l'association des éleveurs français de taureaux de combat[réf. nécessaire] et de l'association espagnole Unión de Criadores de Toros de Lidia.